# De Acuña
Gli Acuña sono una famiglia castigliana di origine reale, discendente dalle dinastie dei sovrani delle Asturie e del León.

Stemma De Acuña

## Storia
Furono trapiantati in Sicilia da un Fernando de Acuña che fu viceré di Sicilia sotto Ferdinando II dal 1488 fino alla morte, avvenuta nel 1494 a Catania. Il figlio di Fernando, Luigi sposò una Isabella della famiglia Cruillas, che possedeva i feudi di Francofonte e della Cadera. Tale ramo della famiglia si estinse con Diana D'Acuña Cruyllas, figlia unica di Luigi e Isabella, andata in sposa a Ferrante Moncada. Diana e Ferrante ebbero a loro volta una figlia, Contisella, la quale recò in dote al marito, Girolamo Gravina, i propri titoli e feudi ed il cognome dei Cruyllas, dando quindi vita al ramo dei Gravina Cruyllas.
Un altro esponente della famiglia, Giovanni fu governatore di Messina. Un Alfonso fu arcivescovo e politico. Un Juan fu generale e viceré della Nuova Spagna.

## Arma
D'oro, a nove banderuole azzurre, situate 3, 3 e 3 e la bordura di rosso, caricata da sette castelli d'oro.